# Chelsea F.C. mùa giải 2018–19
Mùa giải 2018–19 là mùa bóng thứ 105 của Chelsea, mùa giải thứ 30 liên tiếp tại giải đấu hàng đầu bóng đá Anh, mùa giải 27 liên tiếp tại Giải bóng đá Ngoại hạng Anh, và mùa giải thứ 113 tồn tại của câu lạc bộ. Mùa giải bắt đầu từ ngày 1 tháng 7 năm 2018 đến hết ngày 30 tháng 6 năm 2019.

## Trang phục
Nhà cung cấp: Nike
Nhà tài trợ: Yokohama Tyres (ngực), Hyundai (tay áo)
| Sân nhà | Sân nhà alt. | Sân khách | Sân khách alt. | Thứ 3 | Thứ 3 alt. | Thủ môn 1 | Thủ môn 2 | Thủ môn 3 |

## Nhân viên câu lạc bộ
| Vị trí             | Tên                |
| ------------------ | ------------------ |
| Chủ sở hữu         | Roman Abramovich   |
| Chủ tịch           | Bruce Buck         |
| Giám đốc           | Marina Granovskaia |
| Giám đốc           | Eugene Tenenbaum   |
| Giám đốc điều hành | Guy Laurence       |
| Thư ký câu lạc bộ  | David Barnard      |

## Ban huấn luyện
| Vị trí                         | Tên              |
| ------------------------------ | ---------------- |
| Huấn luyện viên trưởng         | Maurizio Sarri   |
| Trợ lý huấn luyện viên         | Gianfranco Zola  |
| Trợ lý huấn luyện viên         | Luca Gotti       |
| Trợ lý huấn luyện viên         | Carlo Cudicini   |
| Trợ lý huấn luyện viên 2       | Marco Ianni      |
| Huấn luyện viên thủ môn        | Massimo Nenci    |
| Huấn luyện viên thủ môn        | Henrique Hilário |
| Huấn luyện viên thể lực        | Paolo Bertelli   |
| Trợ lý huấn luyện viên thể lực | Davide Ranzato   |
| Trợ lý huấn luyện viên thể lực | Davide Losi      |
| Hướng đạo sinh                 | Gianni Picchioni |

## Đội hình chính
| Số | Vị trí | Cầu thủ                   | Quốc gia    | Ngày sinh         | Gia nhập | Trận | Bàn thắng |
| -- | ------ | ------------------------- | ----------- | ----------------- | -------- | ---- | --------- |
| 1  | GK     | Kepa Arrizabalaga         | Tây Ban Nha | 3 tháng 10, 1994  | 2018     | 16   | 0         |
| 2  | DF     | Antonio Rüdiger           | Đức         | 3 tháng 3, 1993   | 2017     | 59   | 4         |
| 3  | DF     | Marcos Alonso             | Tây Ban Nha | 28 tháng 12, 1990 | 2016     | 95   | 15        |
| 4  | MF     | Cesc Fàbregas HG          | Tây Ban Nha | 4 tháng 5, 1987   | 2014     | 191  | 22        |
| 5  | MF     | Jorginho                  | Ý           | 20 tháng 12, 1991 | 2018     | 15   | 1         |
| 6  | MF     | Danny Drinkwater HG       | Anh         | 5 tháng 3, 1990   | 2017     | 23   | 1         |
| 7  | MF     | N'Golo Kanté              | Pháp        | 29 tháng 3, 1991  | 2016     | 105  | 4         |
| 8  | MF     | Ross Barkley HG           | Anh         | 5 tháng 12, 1993  | 2018     | 20   | 3         |
| 10 | MF     | Eden Hazard               | Bỉ          | 1 tháng 7, 1991   | 2020     | 0    | 0         |
| 11 | MF     | Pedro                     | Tây Ban Nha | 28 tháng 7, 1987  | 2015     | 147  | 32        |
| 12 | MF     | Ruben Loftus-Cheek HG     | Anh         | 23 tháng 1, 1996  | 2014     | 39   | 6         |
| 13 | GK     | Willy Caballero           | Argentina   | 28 tháng 9, 1981  | 2017     | 16   | 0         |
| 15 | MF     | Victor Moses HG           | Nigeria     | 12 tháng 12, 1990 | 2012     | 128  | 18        |
| 17 | MF     | Mateo Kovačić             | Croatia     | 6 tháng 5, 1994   | 2018     | 15   | 0         |
| 18 | FW     | Olivier Giroud            | Pháp        | 30 tháng 9, 1986  | 2018     | 30   | 6         |
| 20 | MF     | Callum Hudson-Odoi HG U21 | Anh         | 7 tháng 11, 2000  | 2017     | 7    | 0         |
| 21 | DF     | Davide Zappacosta         | Ý           | 11 tháng 6, 1992  | 2017     | 41   | 2         |
| 22 | MF     | Willian                   | Brasil      | 9 tháng 8, 1988   | 2013     | 255  | 47        |
| 24 | DF     | Gary Cahill HG (C)        | Anh         | 19 tháng 12, 1985 | 2012     | 288  | 25        |
| 27 | DF     | Andreas Christensen HG    | Đan Mạch    | 10 tháng 4, 1996  | 2012     | 49   | 0         |
| 28 | DF     | César Azpilicueta (VC)    | Tây Ban Nha | 28 tháng 8, 1989  | 2012     | 296  | 8         |
| 29 | FW     | Álvaro Morata             | Tây Ban Nha | 23 tháng 10, 1992 | 2017     | 64   | 21        |
| 30 | DF     | David Luiz                | Brasil      | 22 tháng 4, 1987  | 2016     | 213  | 15        |
| 31 | GK     | Robert Green HG           | Anh         | 18 tháng 1, 1980  | 2018     | 0    | 0         |
| 33 | DF     | Emerson                   | Ý           | 3 tháng 8, 1994   | 2018     | 12   | 1         |
| 34 | MF     | Lucas Piazon HG           | Brasil      | 20 tháng 1, 1994  | 2012     | 3    | 0         |
| 44 | DF     | Ethan Ampadu HG U21       | Wales       | 14 tháng 9, 2000  | 2017     | 7    | 0         |
| 59 | GK     | Marcin Bułka U21          | Ba Lan      | 4 tháng 10, 1999  | 2018     | 0    | 0         |

Cập nhật lần cuối: ngày 11 tháng 11 năm 2018.

Nguồn: Chelsea F.C.

## Hợp đồng mới
| Số | Vị trí | Cầu thủ          | Ngày                 | Hết                  | Nguồn  |
| -- | ------ | ---------------- | -------------------- | -------------------- | ------ |
| 46 | MF     | Ruben Sammut     | 19 tháng 6 năm 2018  | 30 tháng 6 năm 2019  | [ 2 ]  |
| 64 | DF     | Reece James      | 27 tháng 6 năm 2018  | 30 tháng 6 năm 2022  | [ 3 ]  |
| 58 | FW     | Daishawn Redan   | 4 tháng 7 năm 2018   | 30 tháng 6 năm 2021  | [ 4 ]  |
| 60 | MF     | Billy Gilmour    | 4 tháng 7 năm 2018   | 30 tháng 6 năm 2021  | [ 4 ]  |
| 66 | GK     | Nicolas Tie      | 4 tháng 7 năm 2018   | 30 tháng 6 năm 2021  | [ 4 ]  |
| 63 | GK     | Karlo Ziger      | 4 tháng 7 năm 2018   | 30 tháng 6 năm 2021  | [ 4 ]  |
|    | MF     | Clinton Mola     | 4 tháng 7 năm 2018   | 30 tháng 6 năm 2020  | [ 4 ]  |
| 65 | DF     | Renedi Masampu   | 4 tháng 7 năm 2018   | 31 tháng 12 năm 2018 | [ 4 ]  |
|    | MF     | Danilo Pantić    | 5 tháng 7 năm 2018   | 30 tháng 6 năm 2021  | [ 5 ]  |
| 37 | GK     | Eduardo          | 6 tháng 7 năm 2018   | 30 tháng 6 năm 2019  | [ 6 ]  |
| 62 | DF     | Marcel Lavinier  | 20 tháng 7 năm 2018  | 30 tháng 6 năm 2020  | [ 7 ]  |
|    | MF     | Victorien Angban | 27 tháng 7 năm 2018  | 30 tháng 6 năm 2020  | [ 8 ]  |
| 11 | MF     | Pedro            | 3 tháng 8 năm 2018   | 30 tháng 6 năm 2020  | [ 9 ]  |
|    | DF     | Matt Miazga      | 6 tháng 8 năm 2018   | 30 tháng 6 năm 2022  | [ 10 ] |
| 45 | DF     | Fikayo Tomori    | 6 tháng 8 năm 2018   | 30 tháng 6 năm 2021  | [ 11 ] |
| 41 | DF     | Ola Aina         | 14 tháng 8 năm 2018  | 30 tháng 6 năm 2021  | [ 12 ] |
| 44 | DF     | Ethan Ampadu     | 19 tháng 9 năm 2018  | 30 tháng 6 năm 2023  | [ 13 ] |
|    | MF     | Marcel Lewis     | 3 tháng 10 năm 2018  | 30 tháng 6 năm 2021  | [ 14 ] |
| 51 | MF     | Conor Gallagher  | 22 tháng 10 năm 2018 | 30 tháng 6 năm 2021  | [ 15 ] |
| 3  | DF     | Marcos Alonso    | 24 tháng 10 năm 2018 | 30 tháng 6 năm 2023  | [ 16 ] |
| 50 | FW     | Charlie Brown    | 29 tháng 10 năm 2018 | 30 tháng 6 năm 2021  | [ 17 ] |
| 52 | GK     | Jamie Cumming    | 6 tháng 11 năm 2018  | 30 tháng 6 năm 2021  | [ 18 ] |
| 7  | MF     | N'Golo Kanté     | 23 tháng 11 năm 2018 | 30 tháng 6 năm 2023  | [ 19 ] |
|    | FW     | George Nunn      | 23 tháng 11 năm 2018 | 30 tháng 6 năm 2021  |        |

## Chuyển nhượng

### Đến
| Số | Vị trí | Cầu thủ           | Từ                | Ngày                | Mức           | Nguồn  |
| Hè | Hè     | Hè                | Hè                | Hè                  | Hè            | Hè     |
| -- | ------ | ----------------- | ----------------- | ------------------- | ------------- | ------ |
|    | MF     | Thierno Ballo     | Viktoria Köln     | 1 tháng 7 năm 2018  | Không tiết lộ | [ 4 ]  |
|    | FW     | George Nunn       | Crewe Alexandra   | 1 tháng 7 năm 2018  | £300,000      | [ 4 ]  |
|    | DF     | Pierre Ekwah      | Nantes            | 1 tháng 7 năm 2018  | £1,800,000    | [ 4 ]  |
| 67 | DF     | Ian Maatsen       | PSV Eindhoven     | 1 tháng 7 năm 2018  | £100,000      | [ 4 ]  |
|    | DF     | Sam McClelland    | Coleraine         | 1 tháng 7 năm 2018  | Không tiết lộ | [ 4 ]  |
| 5  | MF     | Jorginho          | Napoli            | 14 tháng 7 năm 2018 | £51,300,000   | [ 20 ] |
| 31 | GK     | Robert Green      | Huddersfield Town | 26 tháng 7 năm 2018 |               | [ 21 ] |
| 1  | GK     | Kepa Arrizabalaga | Athletic Bilbao   | 8 tháng 8 năm 2018  | £72,000,000   | [ 22 ] |
|    | GK     | Lucas Bergström   | TPS               | 1 tháng 11 năm 2018 | Không tiết lộ | [ 23 ] |

Chi phí:  £125,500,000

### Được mượn
| Số | Vị trí | Cầu thủ       | Từ          | Ngày               | Hết                 | Chi phí | Nguồn  |
| Hè | Hè     | Hè            | Hè          | Hè                 | Hè                  | Hè      | Hè     |
| -- | ------ | ------------- | ----------- | ------------------ | ------------------- | ------- | ------ |
| 17 | MF     | Mateo Kovačić | Real Madrid | 9 tháng 8 năm 2018 | 30 tháng 6 năm 2019 |         | [ 24 ] |

### Rời
| Số | Vị trí | Cầu thủ               | Đến                | Ngày                | Chi phí     | Nguồn         |
| Hè | Hè     | Hè                    | Hè                 | Hè                  | Hè          | Hè            |
| -- | ------ | --------------------- | ------------------ | ------------------- | ----------- | ------------- |
|    | GK     | Matej Delač           | Horsens            | 1 tháng 7 năm 2018  |             | [ 25 ] [ 26 ] |
|    | GK     | Mitchell Beeney       | Sligo Rovers       | 1 tháng 7 năm 2018  |             | [ 25 ] [ 27 ] |
| 57 | MF     | Harvey St Clair       | Venezia            | 1 tháng 7 năm 2018  |             | [ 25 ] [ 28 ] |
|    | DF     | Wallace               | Không có           | 1 tháng 7 năm 2018  |             | [ 25 ]        |
| 43 | MF     | Isaac Christie-Davies | Liverpool          | 2 tháng 7 năm 2018  |             | [ 25 ]        |
|    | DF     | Jonathan Panzo        | Monaco             | 6 tháng 7 năm 2018  | £2,700,000  | [ 29 ]        |
|    | MF     | Jordan Houghton       | Milton Keynes Dons | 6 tháng 7 năm 2018  |             | [ 25 ] [ 30 ] |
|    | MF     | Jérémie Boga          | Sassuolo           | 21 tháng 7 năm 2018 | £3,510,000  | [ 31 ]        |
| 52 | DF     | Cole Dasilva          | Brentford          | 7 tháng 8 năm 2018  |             | [ 25 ] [ 32 ] |
| 13 | GK     | Thibaut Courtois      | Real Madrid        | 9 tháng 8 năm 2018  | £31,500,000 | [ 33 ]        |
|    | MF     | Tushaun Walters       | Greenwich Borough  | 23 tháng 8 năm 2018 |             | [ 25 ] [ 34 ] |

Thu nhập:  £54,450,000

### Cho mượn
| Số | Vị trí | Cầu thủ            | Đến                 | Ngày                | Hết                  | Chi phí    | Nguồn  |
| Hè | Hè     | Hè                 | Hè                  | Hè                  | Hè                   | Hè         | Hè     |
| -- | ------ | ------------------ | ------------------- | ------------------- | -------------------- | ---------- | ------ |
|    | DF     | Baba Rahman        | Schalke             | 1 tháng 7 năm 2018  | 30 tháng 6 năm 2019  |            | [ 35 ] |
| 46 | MF     | Ruben Sammut       | Falkirk             | 1 tháng 7 năm 2018  | 31 tháng 5 năm 2019  |            | [ 2 ]  |
| 50 | DF     | Trevoh Chalobah    | Ipswich Town        | 1 tháng 7 năm 2018  | 31 tháng 5 năm 2019  |            | [ 36 ] |
|    | GK     | Nathan Baxter      | Yeovil Town         | 1 tháng 7 năm 2018  | 31 tháng 5 năm 2019  |            | [ 37 ] |
| 64 | DF     | Reece James        | Wigan Athletic      | 1 tháng 7 năm 2018  | 31 tháng 5 năm 2019  |            | [ 3 ]  |
| 66 | DF     | Dujon Sterling     | Coventry City       | 1 tháng 7 năm 2018  | 31 tháng 5 năm 2019  |            | [ 38 ] |
|    | MF     | Lewis Baker        | Leeds United        | 1 tháng 7 năm 2018  | 31 tháng 5 năm 2019  |            | [ 39 ] |
|    | DF     | Jake Clarke-Salter | Vitesse             | 2 tháng 7 năm 2018  | 30 tháng 6 năm 2019  |            | [ 40 ] |
|    | MF     | Danilo Pantić      | Partizan            | 5 tháng 7 năm 2018  | 30 tháng 6 năm 2019  |            | [ 5 ]  |
| 37 | GK     | Eduardo            | Vitesse             | 6 tháng 7 năm 2018  | 30 tháng 6 năm 2019  |            | [ 6 ]  |
|    | MF     | Kenedy             | Newcastle United    | 12 tháng 7 năm 2018 | 31 tháng 5 năm 2019  |            | [ 41 ] |
|    | FW     | Joao Rodríguez     | Tenerife            | 12 tháng 7 năm 2018 | 30 tháng 6 năm 2019  |            | [ 42 ] |
| 36 | MF     | Kyle Scott         | Telstar             | 14 tháng 7 năm 2018 | 30 tháng 6 năm 2019  |            | [ 43 ] |
|    | GK     | Jamal Blackman     | Leeds United        | 16 tháng 7 năm 2018 | 31 tháng 6 năm 2019  |            | [ 44 ] |
|    | DF     | Todd Kane          | Hull City           | 17 tháng 7 năm 2018 | 31 tháng 5 năm 2019  |            | [ 45 ] |
|    | MF     | Mason Mount        | Derby County        | 17 tháng 7 năm 2018 | 31 tháng 5 năm 2019  |            | [ 46 ] |
|    | MF     | Charlie Colkett    | Shrewsbury Town     | 21 tháng 7 năm 2018 | 31 tháng 5 năm 2019  |            | [ 47 ] |
|    | MF     | Nathan             | Atlético Mineiro    | 24 tháng 7 năm 2018 | 30 tháng 6 năm 2019  |            | [ 48 ] |
|    | MF     | Mario Pašalić      | Atalanta            | 25 tháng 7 năm 2018 | 30 tháng 6 năm 2019  | £900,000   | [ 48 ] |
| 54 | MF     | Jacob Maddox       | Cheltenham Town     | 26 tháng 7 năm 2018 | 31 tháng 5 năm 2019  |            | [ 49 ] |
|    | MF     | Victorien Angban   | Metz                | 27 tháng 7 năm 2018 | 31 tháng 5 năm 2019  |            | [ 8 ]  |
|    | MF     | Kasey Palmer       | Blackburn Rovers    | 30 tháng 7 năm 2018 | 31 tháng 5 năm 2019  |            | [ 50 ] |
|    | DF     | Matt Miazga        | Nantes              | 6 tháng 8 năm 2018  | 30 tháng 6 năm 2019  | £270,000   | [ 10 ] |
| 45 | DF     | Fikayo Tomori      | Derby County        | 6 tháng 8 năm 2018  | 31 tháng 5 năm 2019  |            | [ 11 ] |
|    | DF     | Jay Dasilva        | Bristol City        | 9 tháng 8 năm 2018  | 31 tháng 5 năm 2019  |            | [ 51 ] |
|    | MF     | Josimar Quintero   | Lleida Esportiu     | 10 tháng 8 năm 2018 | 30 tháng 6 năm 2019  |            | [ 52 ] |
| 23 | FW     | Michy Batshuayi    | Valencia            | 10 tháng 8 năm 2018 | 30 tháng 6 năm 2019  | £2,700,000 | [ 53 ] |
|    | DF     | Kurt Zouma         | Everton             | 10 tháng 8 năm 2018 | 30 tháng 6 năm 2019  | £7,110,000 | [ 54 ] |
| 14 | MF     | Tiémoué Bakayoko   | Milan               | 14 tháng 8 năm 2018 | 30 tháng 6 năm 2019  | £4,500,000 | [ 55 ] |
| 41 | DF     | Ola Aina           | Torino              | 14 tháng 8 năm 2018 | 30 tháng 6 năm 2019  | £540,000   | [ 12 ] |
|    | DF     | Kenneth Omeruo     | Leganés             | 15 tháng 8 năm 2018 | 30 tháng 6 năm 2019  | £720,000   | [ 56 ] |
|    | DF     | Tomáš Kalas        | Bristol City        | 23 tháng 8 năm 2018 | 31 tháng 5 năm 2019  |            | [ 57 ] |
| 43 | FW     | Ike Ugbo           | Scunthorpe United   | 30 tháng 8 năm 2018 | 31 tháng 12 năm 2018 |            | [ 58 ] |
|    | FW     | Isaiah Brown       | Leeds United        | 30 tháng 8 năm 2018 | 31 tháng 5 năm 2019  |            | [ 59 ] |
| 25 | GK     | Bradley Collins    | Burton Albion       | 31 tháng 8 năm 2018 | 2 tháng 1 năm 2019   |            | [ 60 ] |
|    | DF     | Michael Hector     | Sheffield Wednesday | 31 tháng 8 năm 2018 | 31 tháng 5 năm 2019  |            | [ 61 ] |
| 19 | FW     | Tammy Abraham      | Aston Villa         | 31 tháng 8 năm 2018 | 31 tháng 5 năm 2019  |            | [ 62 ] |
|    | MF     | Kylian Hazard      | Cercle Brugge       | 31 tháng 8 năm 2018 | 30 tháng 6 năm 2019  |            | [ 63 ] |
| 32 | MF     | Charly Musonda     | Vitesse             | 31 tháng 8 năm 2018 | 30 tháng 6 năm 2019  |            | [ 64 ] |
| 42 | DF     | Fankaty Dabo       | Sparta Rotterdam    | 31 tháng 8 năm 2018 | 30 tháng 6 năm 2019  |            | [ 65 ] |

Tổng thu:  £71,050,000

## Trước mùa giải

### Giao hữu
| 23 tháng 7 năm 2018 | Perth Glory  | 0–1      | Chelsea             | Perth, Úc                                                              |  |
| 19:30 AWST          | Santalab 87' | Chi tiết | Pedro 5' · Luiz 36' | Sân vận động: Optus Lượng khán giả: 55,522 Trọng tài: Shaun Evans (Úc) |  |

### International Champions Cup

#### Bảng xếp hạng
| VT | Đội               | T | T | PW | PL | B | BT | BB | HS | Điểm |
| -- | ----------------- | - | - | -- | -- | - | -- | -- | -- | ---- |
| 6  | Real Madrid       | 3 | 2 | 0  | 0  | 1 | 6  | 4  | +2 | 6    |
| 7  | Juventus          | 3 | 1 | 1  | 0  | 1 | 4  | 4  | 0  | 5    |
| 8  | Chelsea           | 3 | 0 | 2  | 1  | 0 | 2  | 2  | 0  | 5    |
| 9  | Manchester United | 3 | 1 | 1  | 0  | 1 | 4  | 6  | -2 | 5    |
| 10 | Lyon              | 3 | 1 | 0  | 1  | 1 | 3  | 3  | 0  | 4    |

#### Trận đấu
| 28 tháng 7 năm 2018                                   | Chelsea  | 1–1 (5–4 p)                                             | Internazionale                   | Nice, Pháp                                                                              |  |
| 20:05 CEST                                            | Pedro 8' | Chi tiết                                                | Gagliardini 49' · D'Ambrosio 86' | Sân vận động: Allianz Riviera Lượng khán giả: 8,000 Trọng tài: Nicolas Rainville (Pháp) |  |
|                                                       |          | Loạt sút luân lưu                                       |                                  |                                                                                         |  |
| Jorginho · Drinkwater · Moses · Abraham · Azpilicueta |          | Ranocchia · Gagliardini · Martínez · Škriniar · Karamoh |                                  |                                                                                         |  |

| 1 tháng 8 năm 2018                                             | Arsenal         | 1–1 (6–5 p)                                                    | Chelsea    | Dublin, Cộng hòa Ireland                                                                 |  |
| 20:05 IST                                                      | Lacazette 90+3' | Chi tiết                                                       | Rüdiger 5' | Sân vận động: Aviva Lượng khán giả: 46,002 Trọng tài: Paul McLaughlin (Cộng hòa Ireland) |  |
|                                                                |                 | Loạt sút luân lưu                                              |            |                                                                                          |  |
| Lacazette · Nelson · Guendouzi · Maitland-Niles · Özil · Iwobi |                 | Drinkwater · Abraham · Moses · Emerson · Piazon · Loftus-Cheek |            |                                                                                          |  |

| 7 tháng 8 năm 2018                                 | Chelsea | 0–0 (5–4 p)                              | Lyon | Luân Đôn, Anh                                                                      |  |
| 20:05 BST                                          |         | Chi tiết                                 |      | Sân vận động: Stamford Bridge Lượng khán giả: 18,457 Trọng tài: Paul Tierney (Anh) |  |
|                                                    |         | Loạt sút luân lưu                        |      |                                                                                    |  |
| Jorginho · Barkley · Alonso · Azpilicueta · Hazard |         | Ferri · Marcelo · Gouiri · Tete · Cheikh |      |                                                                                    |  |

## Giải đấu

### Giải bóng đá Ngoại hạng Anh

#### Bảng xếp hạng
| VT | Đội               | ST | T  | H | B  | BT | BB | HS  | Đ  | Giành quyền tham dự hoặc xuống hạng |
| -- | ----------------- | -- | -- | - | -- | -- | -- | --- | -- | ----------------------------------- |
| 1  | Manchester City   | 38 | 32 | 2 | 4  | 95 | 23 | +72 | 98 | Lọt vào vòng bảng Champions League  |
| 2  | Liverpool         | 38 | 30 | 7 | 1  | 89 | 22 | +67 | 97 | Lọt vào vòng bảng Champions League  |
| 3  | Chelsea           | 38 | 21 | 9 | 8  | 63 | 39 | +24 | 72 | Lọt vào vòng bảng Champions League  |
| 4  | Tottenham Hotspur | 38 | 23 | 2 | 13 | 67 | 39 | +28 | 71 | Lọt vào vòng bảng Champions League  |
| 5  | Arsenal           | 38 | 21 | 7 | 10 | 73 | 51 | +22 | 70 | Lọt vào vòng bảng Europa League     |

#### Trận đấu
| 11 tháng 8 năm 2018 1 | Huddersfield Town           | 0–3      | Chelsea                                                 | Huddersfield                                                                |  |
| 15:00 BST             | Schindler 44' · Kongolo 83' | Chi tiết | Kanté 34' · Jorginho 45' (ph.đ.) · Luiz 69' · Pedro 80' | Sân vận động: John Smith's Lượng khán giả: 24,121 Trọng tài: Chris Kavanagh |  |

| 18 tháng 8 năm 2018 2 | Chelsea                            | 3–2      | Arsenal                                              | Luân Đôn                                                                        |  |
| 17:30 BST             | Pedro 9' · Morata 20' · Alonso 81' | Chi tiết | Xhaka 27' · Mkhitaryan 37' · Iwobi 41' · Mustafi 77' | Sân vận động: Stamford Bridge Lượng khán giả: 40,491 Trọng tài: Martin Atkinson |  |

| 26 tháng 8 năm 2018 3 | Newcastle United                                     | 1–2      | Chelsea                                              | Newcastle trên sông Tyne                                                     |  |
| 16:00 BST             | Schär 65' · Fernández 68' · Ritchie 70' · Joselu 83' | Chi tiết | Kovačić 40' · Hazard 76' (ph.đ.) · Yedlin 87' (l.n.) | Sân vận động: St. James' Park Lượng khán giả: 51,791 Trọng tài: Paul Tierney |  |

| 1 tháng 9 năm 2018 4 | Chelsea                                         | 2–0      | Bournemouth             | Luân Đôn                                                                  |  |
| 15:00 BST            | Alonso 33' · Kanté 55' · Pedro 72' · Hazard 85' | Chi tiết | Gosling 20' · Lerma 70' | Sân vận động: Stamford Bridge Lượng khán giả: 40,178 Trọng tài: Lee Mason |  |

| 15 tháng 9 năm 2018 5 | Chelsea                                    | 4–1      | Cardiff City | Luân Đôn                                                                      |  |
| 15:00 BST             | Hazard 37', 44', 80' (ph.đ.) · Willian 83' | Chi tiết | Bamba 16'    | Sân vận động: Stamford Bridge Lượng khán giả: 40,499 Trọng tài: Jonathan Moss |  |

| 23 tháng 9 năm 2018 6 | West Ham United                | 0–0      | Chelsea   | Luân Đôn                                                         |  |
| 13:30 BST             | Anderson 52' · Snodgrass 90+3' | Chi tiết | Kanté 50' | Sân vận động: London Lượng khán giả: 56,875 Trọng tài: Mike Dean |  |

| 29 tháng 9 năm 2018 7 | Chelsea    | 1–1      | Liverpool                             | Luân Đôn                                                                       |  |
| 17:30 BST             | Hazard 25' | Chi tiết | Mané 39' · Milner 77' · Sturridge 89' | Sân vận động: Stamford Bridge Lượng khán giả: 40,625 Trọng tài: Andre Marriner |  |

| 7 tháng 10 năm 2018 8 | Southampton                                                                    | 0–3      | Chelsea                                 | Southampton                                                             |  |
| 14:15 BST             | Bertrand 45+2' · Lemina 54' · Cédric 59' · Romeu 61' · Højbjerg 66' · Ings 90' | Chi tiết | Hazard 30' · Barkley 57' · Morata 90+3' | Sân vận động: St. Mary's Lượng khán giả: 27,077 Trọng tài: Craig Pawson |  |

| 20 tháng 10 năm 2018 9 | Chelsea                                       | 2–2      | Manchester United                                                                   | Luân Đôn                                                                  |  |
| 12:30 BST              | Rüdiger 21', 30' · Hazard 34' · Barkley 90+6' | Chi tiết | Matić 13' · Young 27' · Martial 55', 73' · Mata 67' · Sánchez 90+4' · Pereira 90+5' | Sân vận động: Stamford Bridge Lượng khán giả: 40,721 Trọng tài: Mike Dean |  |

| 28 tháng 10 năm 2018 10 | Burnley                                                    | 0–4      | Chelsea                                                               | Burnley                                                                |  |
| 13:30 GMT               | Tarkowski 43' · Hendrick 48' · Brady 61' · Guðmundsson 64' | Chi tiết | Morata 22', 43' · Willian 45', 62' · Barkley 57' · Loftus-Cheek 90+2' | Sân vận động: Turf Moor Lượng khán giả: 21,430 Trọng tài: Craig Pawson |  |

| 4 tháng 11 năm 2018 11 | Chelsea                     | 3–1      | Crystal Palace                 | Luân Đôn                                                                       |  |
| 16:00 GMT              | Morata 32', 65' · Pedro 70' | Chi tiết | Townsend 53' · Milivojević 86' | Sân vận động: Stamford Bridge Lượng khán giả: 40,407 Trọng tài: Michael Oliver |  |

| 11 tháng 11 năm 2018 12 | Chelsea                                               | 0–0      | Everton                                 | Luân Đôn                                                                     |  |
| 14:15 GMT               | Jorginho 28' · Kanté 33' · Rüdiger 45+2' · Morata 87' | Chi tiết | Mina 22' · Bernard 45+2' · Pickford 73' | Sân vận động: Stamford Bridge Lượng khán giả: 40,345 Trọng tài: Kevin Friend |  |

| 24 tháng 11 năm 2018 13 | Tottenham Hotspur | v | Chelsea | Luân Đôn                                         |  |
| 17:30 GMT               |                   |   |         | Sân vận động: Wembley Trọng tài: Martin Atkinson |  |

| 2 tháng 12 năm 2018 14 | Chelsea | v | Fulham | Luân Đôn                      |  |
| 12:00 GMT              |         |   |        | Sân vận động: Stamford Bridge |  |

| 5 tháng 12 năm 2018 15 | Wolverhampton Wanderers | v | Chelsea | Wolverhampton          |  |
| 19:45 GMT              |                         |   |         | Sân vận động: Molineux |  |

| 8 tháng 12 năm 2018 16 | Chelsea | v | Manchester City | Luân Đôn                      |  |
| 17:30 GMT              |         |   |                 | Sân vận động: Stamford Bridge |  |

| 16 tháng 12 năm 2018 17 | Brighton & Hove Albion | v | Chelsea | Brighton           |  |
| 13:30 GMT               |                        |   |         | Sân vận động: Amex |  |

| 22 tháng 12 năm 2018 18 | Chelsea | v | Leicester City | Luân Đôn                      |  |
| 15:00 GMT               |         |   |                | Sân vận động: Stamford Bridge |  |

| 26 tháng 12 năm 2018 19 | Watford | v | Chelsea | Watford                     |  |
| 19:30 GMT               |         |   |         | Sân vận động: Vicarage Road |  |

| 30 tháng 12 năm 2018 20 | Crystal Palace | v | Chelsea | Luân Đôn                    |  |
| 12:00 GMT               |                |   |         | Sân vận động: Selhurst Park |  |

| 2 tháng 1 năm 2019 21 | Chelsea | v | Southampton | Luân Đôn                      |  |
| 19:45 GMT             |         |   |             | Sân vận động: Stamford Bridge |  |

| 12 tháng 1 năm 2019 22 | Chelsea | v | Newcastle United | Luân Đôn                      |  |
| 17:30 GMT              |         |   |                  | Sân vận động: Stamford Bridge |  |

| 19 tháng 1 năm 2019 23 | Arsenal | v | Chelsea | Luân Đôn               |  |
| 17:30 GMT              |         |   |         | Sân vận động: Emirates |  |

| 29 tháng 1 năm 2019 24 | Bournemouth | v | Chelsea | Bournemouth            |  |
| 19:45 GMT              |             |   |         | Sân vận động: Vitality |  |

### Cúp EFL
| 26 tháng 9 năm 2018 Vòng 3 | Liverpool                                                                        | 1–2      | Chelsea                                                             | Liverpool                                                            |  |
| 19:45 BST                  | Milner 21' · Matip 26' · Fabinho 56' · Sturridge 58' · Keïta 78' · Henderson 90' | Chi tiết | Kovačić 50' · Emerson 79' · Hazard 85' · Moses 90+1' · Morata 90+5' | Sân vận động: Anfield Lượng khán giả: 45,503 Trọng tài: Kevin Friend |  |

| 31 tháng 10 năm 2018 Vòng 4 | Chelsea                                                          | 3–2      | Derby County                            | Luân Đôn                                                                      |  |
| 19:45 GMT                   | Tomori 5' (l.n.) · Keogh 21' (l.n.) · Fàbregas 41' · Emerson 84' | Chi tiết | Marriott 9' · Waghorn 27' · Keogh 90+3' | Sân vận động: Stamford Bridge Lượng khán giả: 39,564 Trọng tài: Jonathan Moss |  |

| 19 tháng 12 năm 2018 Tứ kết | Chelsea | v | Bournemouth | Luân Đôn                      |  |
| 19:45 GMT                   |         |   |             | Sân vận động: Stamford Bridge |  |

### Siêu cúp Anh
| 5 tháng 8 năm 2018 | Chelsea | 0–2      | Manchester City | Luân Đôn                                                              |  |
| 15:00 BST          |         | Chi tiết | Agüero 13', 58' | Sân vận động: Wembley Lượng khán giả: 72,724 Trọng tài: Jonathan Moss |  |

### UEFA Europa League

#### Vòng bảng
Bảng xếp hạng
Bảng L

| VT | Đội          | ST | T | H | B | BT | BB | HS | Đ  | Giành quyền tham dự                 |
| -- | ------------ | -- | - | - | - | -- | -- | -- | -- | ----------------------------------- |
| 1  | Chelsea      | 6  | 5 | 1 | 0 | 12 | 3  | +9 | 16 | Đi tiếp vào vòng đấu loại trực tiếp |
| 2  | BATE Borisov | 6  | 3 | 0 | 3 | 9  | 9  | 0  | 9  | Đi tiếp vào vòng đấu loại trực tiếp |
| 3  | MOL Vidi     | 6  | 2 | 1 | 3 | 5  | 7  | −2 | 7  |                                     |
| 4  | PAOK         | 6  | 1 | 0 | 5 | 5  | 12 | −7 | 3  |                                     |

Trận đấu
| 20 tháng 9 năm 2018 1 | PAOK                                            | 0–1      | Chelsea                                  | Thessaloniki, Hy Lạp                                                                          |  |
| 19:55 EEST            | Wernbloom 88' · Warda 90+2' · El Kaddouri 90+3' | Chi tiết | Willian 7' · Barkley 90' · Rüdiger 90+1' | Sân vận động: Toumba Lượng khán giả: 24,310 Trọng tài: Alberto Undiano Mallenco (Tây Ban Nha) |  |

| 4 tháng 10 năm 2018 2 | Chelsea         | 1–0      | MOL Vidi                            | Luân Đôn, Anh                                                                                   |  |
| 20:00 BST             | Morata 66', 70' | Chi tiết | Nego 14' · Huszti 44' · Milanov 56' | Sân vận động: Stamford Bridge Lượng khán giả: 39,925 Trọng tài: Miroslav Zelinka (Cộng hòa Séc) |  |

| 25 tháng 10 năm 2018 3 | Chelsea                  | 3–1      | BATE Borisov        | Luân Đôn, Anh                                                                       |  |
| 20:00 BST              | Loftus-Cheek 2', 8', 53' | Chi tiết | Hleb 34' · Rios 79' | Sân vận động: Stamford Bridge Lượng khán giả: 39,799 Trọng tài: Paolo Mazzoleni (Ý) |  |

| 8 tháng 11 năm 2018 4 | BATE Borisov | 0–1      | Chelsea    | Barysaw, Belarus                                                                            |  |
| 20:55 FET             |              | Chi tiết | Giroud 53' | Sân vận động: Borisov Arena Lượng khán giả: 13,141 Trọng tài: Nikola Dabanović (Montenegro) |  |

| 29 tháng 11 năm 2018 5 | Chelsea | v | PAOK | Luân Đôn, Anh                 |  |
| 20:00 GMT              |         |   |      | Sân vận động: Stamford Bridge |  |

| 13 tháng 12 năm 2018 6 | MOL Vidi | v | Chelsea | Budapest, Hungary            |  |
| 17:55 CET              |          |   |         | Sân vận động: Groupama Arena |  |

## Thống kê

### Số trận và bàn thắng
| Số                        | Vị trí | Cầu thủ             | Ngoại hạng Anh | Ngoại hạng Anh | Cúp FA | Cúp FA    | Cúp EFL | Cúp EFL   | Siêu cúp Anh | Siêu cúp Anh | UEFA Europa League | UEFA Europa League | Tổng số | Tổng số   |
| Số                        | Vị trí | Cầu thủ             | Trận           | Bàn thắng      | Trận   | Bàn thắng | Trận    | Bàn thắng | Trận         | Bàn thắng    | Trận               | Bàn thắng          | Trận    | Bàn thắng |
| ------------------------- | ------ | ------------------- | -------------- | -------------- | ------ | --------- | ------- | --------- | ------------ | ------------ | ------------------ | ------------------ | ------- | --------- |
| 1                         | GK     | Kepa Arrizabalaga   | 12             | 0              | 0      | 0         | 0       | 0         | 0            | 0            | 4                  | 0                  | 16      | 0         |
| 2                         | DF     | Antonio Rüdiger     | 12             | 1              | 0      | 0         | 0       | 0         | 1            | 0            | 1                  | 0                  | 14      | 1         |
| 3                         | DF     | Marcos Alonso       | 12             | 1              | 0      | 0         | 0       | 0         | 1            | 0            | 1                  | 0                  | 14      | 1         |
| 4                         | MF     | Cesc Fàbregas       | 0 (3)          | 0              | 0      | 0         | 2       | 1         | 1            | 0            | 2 (1)              | 0                  | 5 (4)   | 1         |
| 5                         | MF     | Jorginho            | 12             | 1              | 0      | 0         | 0       | 0         | 1            | 0            | 2                  | 0                  | 15      | 1         |
| 6                         | MF     | Danny Drinkwater    | 0              | 0              | 0      | 0         | 0       | 0         | 0 (1)        | 0            | 0                  | 0                  | 0 (1)   | 0         |
| 7                         | MF     | N'Golo Kanté        | 12             | 1              | 0      | 0         | 1 (1)   | 0         | 0            | 0            | 1 (1)              | 0                  | 14 (2)  | 1         |
| 8                         | MF     | Ross Barkley        | 5 (6)          | 3              | 0      | 0         | 1       | 0         | 1            | 0            | 2 (1)              | 0                  | 9 (7)   | 3         |
| 10                        | MF     | Eden Hazard         | 8 (3)          | 7              | 0      | 0         | 0 (1)   | 1         | 0            | 0            | 1 (1)              | 0                  | 9 (5)   | 8         |
| 11                        | MF     | Pedro               | 6 (4)          | 4              | 0      | 0         | 0 (1)   | 0         | 1            | 0            | 4                  | 0                  | 11 (5)  | 4         |
| 12                        | MF     | Ruben Loftus-Cheek  | 0 (3)          | 1              | 0      | 0         | 1       | 0         | 0            | 0            | 3                  | 3                  | 4 (3)   | 4         |
| 13                        | GK     | Willy Caballero     | 0              | 0              | 0      | 0         | 2       | 0         | 1            | 0            | 0                  | 0                  | 3       | 0         |
| 15                        | MF     | Victor Moses        | 0 (2)          | 0              | 0      | 0         | 1       | 0         | 0 (1)        | 0            | 0 (2)              | 0                  | 1 (5)   | 0         |
| 17                        | MF     | Mateo Kovačić       | 7 (3)          | 0              | 0      | 0         | 2       | 0         | 0            | 0            | 2 (1)              | 0                  | 11 (4)  | 0         |
| 18                        | FW     | Olivier Giroud      | 4 (5)          | 0              | 0      | 0         | 0       | 0         | 0            | 0            | 2 (1)              | 1                  | 6 (6)   | 1         |
| 20                        | MF     | Callum Hudson-Odoi  | 0              | 0              | 0      | 0         | 0       | 0         | 1            | 0            | 0 (2)              | 0                  | 1 (2)   | 0         |
| 21                        | DF     | Davide Zappacosta   | 0 (1)          | 0              | 0      | 0         | 1       | 0         | 0            | 0            | 4                  | 0                  | 5 (1)   | 0         |
| 22                        | MF     | Willian             | 10 (2)         | 2              | 0      | 0         | 2       | 0         | 0 (1)        | 0            | 3 (1)              | 1                  | 15 (4)  | 3         |
| 24                        | DF     | Gary Cahill         | 0 (1)          | 0              | 0      | 0         | 2       | 0         | 0            | 0            | 3                  | 0                  | 5 (1)   | 0         |
| 27                        | DF     | Andreas Christensen | 0              | 0              | 0      | 0         | 2       | 0         | 0            | 0            | 4                  | 0                  | 6       | 0         |
| 28                        | DF     | César Azpilicueta   | 12             | 0              | 0      | 0         | 1 (1)   | 0         | 1            | 0            | 0 (1)              | 0                  | 14 (2)  | 0         |
| 29                        | FW     | Álvaro Morata       | 8 (3)          | 5              | 0      | 0         | 2       | 0         | 1            | 0            | 2                  | 1                  | 13 (3)  | 6         |
| 30                        | DF     | David Luiz          | 12             | 0              | 0      | 0         | 0 (2)   | 0         | 1            | 0            | 0                  | 0                  | 13 (2)  | 0         |
| 31                        | GK     | Robert Green        | 0              | 0              | 0      | 0         | 0       | 0         | 0            | 0            | 0                  | 0                  | 0       | 0         |
| 33                        | DF     | Emerson             | 0              | 0              | 0      | 0         | 2       | 1         | 0            | 0            | 3                  | 0                  | 5       | 1         |
| 34                        | MF     | Lucas Piazon        | 0              | 0              | 0      | 0         | 0       | 0         | 0            | 0            | 0                  | 0                  | 0       | 0         |
| 44                        | DF     | Ethan Ampadu        | 0              | 0              | 0      | 0         | 0       | 0         | 0            | 0            | 0                  | 0                  | 0       | 0         |
| 59                        | GK     | Marcin Bułka        | 0              | 0              | 0      | 0         | 0       | 0         | 0            | 0            | 0                  | 0                  | 0       | 0         |
| Cầu thủ đã rời câu lạc bộ |        |                     |                |                |        |           |         |           |              |              |                    |                    |         |           |
| 19                        | FW     | Tammy Abraham       | 0              | 0              | 0      | 0         | 0       | 0         | 0 (1)        | 0            | 0                  | 0                  | 0 (1)   | 0         |

Cập nhật lần cuối: 11 tháng 11 năm 2018.

Nguồn: Chelsea F.C.

### Người ghi bàn hàng đầu
| Xếp hạng      | Số            | Vị trí        | Cầu thủ            | Ngoại hạng Anh | Cúp FA | Cúp EFL | Siêu cúp Anh | UEFA Europa League | Tổng số |
| ------------- | ------------- | ------------- | ------------------ | -------------- | ------ | ------- | ------------ | ------------------ | ------- |
| 1             | 10            | MF            | Eden Hazard        | 7              | 0      | 1       | 0            | 0                  | 8       |
| 2             | 29            | FW            | Álvaro Morata      | 5              | 0      | 0       | 0            | 1                  | 6       |
| 3             | 11            | MF            | Pedro              | 4              | 0      | 0       | 0            | 0                  | 4       |
| 3             | 12            | MF            | Ruben Loftus-Cheek | 1              | 0      | 0       | 0            | 3                  | 4       |
| 5             | 8             | MF            | Ross Barkley       | 3              | 0      | 0       | 0            | 0                  | 3       |
| 5             | 22            | MF            | Willian            | 2              | 0      | 0       | 0            | 1                  | 3       |
| 7             | 2             | DF            | Antonio Rüdiger    | 1              | 0      | 0       | 0            | 0                  | 1       |
| 7             | 3             | DF            | Marcos Alonso      | 1              | 0      | 0       | 0            | 0                  | 1       |
| 7             | 4             | MF            | Cesc Fàbregas      | 0              | 0      | 1       | 0            | 0                  | 1       |
| 7             | 5             | MF            | Jorginho           | 1              | 0      | 0       | 0            | 0                  | 1       |
| 7             | 7             | MF            | N'Golo Kanté       | 1              | 0      | 0       | 0            | 0                  | 1       |
| 7             | 18            | FW            | Olivier Giroud     | 0              | 0      | 0       | 0            | 1                  | 1       |
| 7             | 33            | DF            | Emerson            | 0              | 0      | 1       | 0            | 0                  | 1       |
| Phản lưới nhà | Phản lưới nhà | Phản lưới nhà | Phản lưới nhà      | 1              | 0      | 2       | 0            | 0                  | 3       |

Cập nhật lần cuối: 11 tháng 11 năm 2018.

Nguồn: Chelsea F.C.

### Giữ sạch lưới
| Xếp hạng | Số | Cầu thủ           | Ngoại hạng Anh | Cúp FA | Cúp EFL | Siêu cúp Anh | UEFA Europa League | Tổng số |
| -------- | -- | ----------------- | -------------- | ------ | ------- | ------------ | ------------------ | ------- |
| 1        | 1  | Kepa Arrizabalaga | 6              | 0      | 0       | 0            | 3                  | 9       |

Cập nhật lần cuối: 11 tháng 11 năm 2018.

Nguồn: Chelsea F.C.

### Thẻ phạt
| Số | Vị trí | Cầu thủ         | Ngoại hạng Anh | Ngoại hạng Anh                            | Ngoại hạng Anh | Cúp FA   | Cúp FA                                    | Cúp FA | Cúp EFL  | Cúp EFL                                   | Cúp EFL | Siêu cúp Anh | Siêu cúp Anh                              | Siêu cúp Anh | UEFA Europa League | UEFA Europa League                        | UEFA Europa League | Tổng số  | Tổng số                                   | Tổng số |
| Số | Vị trí | Cầu thủ         | Thẻ vàng       | Thẻ vàng · Thẻ vàng-đỏ (thẻ đỏ gián tiếp) | Thẻ đỏ         | Thẻ vàng | Thẻ vàng · Thẻ vàng-đỏ (thẻ đỏ gián tiếp) | Thẻ đỏ | Thẻ vàng | Thẻ vàng · Thẻ vàng-đỏ (thẻ đỏ gián tiếp) | Thẻ đỏ  | Thẻ vàng     | Thẻ vàng · Thẻ vàng-đỏ (thẻ đỏ gián tiếp) | Thẻ đỏ       | Thẻ vàng           | Thẻ vàng · Thẻ vàng-đỏ (thẻ đỏ gián tiếp) | Thẻ đỏ             | Thẻ vàng | Thẻ vàng · Thẻ vàng-đỏ (thẻ đỏ gián tiếp) | Thẻ đỏ  |
| -- | ------ | --------------- | -------------- | ----------------------------------------- | -------------- | -------- | ----------------------------------------- | ------ | -------- | ----------------------------------------- | ------- | ------------ | ----------------------------------------- | ------------ | ------------------ | ----------------------------------------- | ------------------ | -------- | ----------------------------------------- | ------- |
| 2  | DF     | Antonio Rüdiger | 2              | 0                                         | 0              | 0        | 0                                         | 0      | 0        | 0                                         | 0       | 0            | 0                                         | 0            | 1                  | 0                                         | 0                  | 3        | 0                                         | 0       |
| 3  | DF     | Marcos Alonso   | 1              | 0                                         | 0              | 0        | 0                                         | 0      | 0        | 0                                         | 0       | 0            | 0                                         | 0            | 0                  | 0                                         | 0                  | 1        | 0                                         | 0       |
| 5  | MF     | Jorginho        | 1              | 0                                         | 0              | 0        | 0                                         | 0      | 0        | 0                                         | 0       | 0            | 0                                         | 0            | 0                  | 0                                         | 0                  | 1        | 0                                         | 0       |
| 7  | MF     | N'Golo Kanté    | 3              | 0                                         | 0              | 0        | 0                                         | 0      | 0        | 0                                         | 0       | 0            | 0                                         | 0            | 0                  | 0                                         | 0                  | 3        | 0                                         | 0       |
| 8  | MF     | Ross Barkley    | 0              | 0                                         | 0              | 0        | 0                                         | 0      | 0        | 0                                         | 0       | 0            | 0                                         | 0            | 1                  | 0                                         | 0                  | 1        | 0                                         | 0       |
| 10 | MF     | Eden Hazard     | 1              | 0                                         | 0              | 0        | 0                                         | 0      | 0        | 0                                         | 0       | 0            | 0                                         | 0            | 0                  | 0                                         | 0                  | 1        | 0                                         | 0       |
| 15 | MF     | Victor Moses    | 0              | 0                                         | 0              | 0        | 0                                         | 0      | 1        | 0                                         | 0       | 0            | 0                                         | 0            | 0                  | 0                                         | 0                  | 1        | 0                                         | 0       |
| 17 | MF     | Mateo Kovačić   | 1              | 0                                         | 0              | 0        | 0                                         | 0      | 1        | 0                                         | 0       | 0            | 0                                         | 0            | 0                  | 0                                         | 0                  | 2        | 0                                         | 0       |
| 22 | MF     | Willian         | 1              | 0                                         | 0              | 0        | 0                                         | 0      | 0        | 0                                         | 0       | 0            | 0                                         | 0            | 0                  | 0                                         | 0                  | 1        | 0                                         | 0       |
| 29 | FW     | Álvaro Morata   | 2              | 0                                         | 0              | 0        | 0                                         | 0      | 1        | 0                                         | 0       | 0            | 0                                         | 0            | 1                  | 0                                         | 0                  | 4        | 0                                         | 0       |
| 30 | DF     | David Luiz      | 1              | 0                                         | 0              | 0        | 0                                         | 0      | 0        | 0                                         | 0       | 0            | 0                                         | 0            | 0                  | 0                                         | 0                  | 1        | 0                                         | 0       |
| 33 | DF     | Emerson         | 0              | 0                                         | 0              | 0        | 0                                         | 0      | 1        | 0                                         | 0       | 0            | 0                                         | 0            | 0                  | 0                                         | 0                  | 1        | 0                                         | 0       |

Cập nhật lần cuối: 11 tháng 11 năm 2018.

Nguồn: Chelsea F.C.

### Tóm lược
| Giải đấu                    | ST | T  | H | B | BT | BB | CS | Thẻ vàng | Thẻ vàng · Thẻ vàng-đỏ (thẻ đỏ gián tiếp) | Thẻ đỏ |
| --------------------------- | -- | -- | - | - | -- | -- | -- | -------- | ----------------------------------------- | ------ |
| Giải bóng đá Ngoại hạng Anh | 12 | 8  | 4 | 0 | 27 | 8  | 6  | 13       | 0                                         | 0      |
| Cúp FA                      | 0  | 0  | 0 | 0 | 0  | 0  | 0  | 0        | 0                                         | 0      |
| Cúp EFL                     | 2  | 2  | 0 | 0 | 5  | 3  | 0  | 4        | 0                                         | 0      |
| Siêu cúp Anh                | 1  | 0  | 0 | 1 | 0  | 2  | 0  | 0        | 0                                         | 0      |
| UEFA Europa League          | 4  | 4  | 0 | 0 | 6  | 1  | 3  | 3        | 0                                         | 0      |
| Tổng số                     | 19 | 14 | 4 | 1 | 38 | 14 | 9  | 20       | 0                                         | 0      |

Cập nhật lần cuối: 11 tháng 11 năm 2018.

Nguồn: Chelsea F.C.

## Giải thưởng
| Số | Vị trí | Cầu thủ     | Giải thưởng                                          | Nguồn  |
| -- | ------ | ----------- | ---------------------------------------------------- | ------ |
| 10 | MF     | Eden Hazard | Cầu thủ Ngoại hạng Anh xuất sắc nhất tháng (Tháng 9) | [ 66 ] |